# Cattleya dormaniana
La Cattleya dormaniana es una especie de orquídea epifita que pertenece al género de las Cattleya.   

## Descripción
Es una orquídea de tamaño pequeño a mediano de hábitos  epifitas con pseudobulbos basales estrechos, cilíndricos que llevan 2 hojas elipsoidales que tiene una inflorescencia terminal de 10 cm de largo, con 2 a 3  flores que aparecen en el otoño.

## Distribución
Se encuentra en Brasil en el sur de Río de Janeiro en las montañas rematadas con nubes húmedas en elevaciones de 600 a 1000 metros. Necesita agua durante su crecimiento y un descanso definitivo, mientras se encuentra en estado latente. 

## Taxonomía
Cattleya dormaniana fue descrita por (Rchb.f.) Rchb.f. y publicado en The Gardeners' Chronicle & Agricultural Gazette 216. 1882.
Etimología
Cattleya: nombre genérico otorgado en honor de William Cattley orquideólogo aficionado inglés,
dormaniana: epíteto  que significa "de Dorman" (un entusiasta inglés de las orquídeas de los años 1800).
Sinonimia
- Cattleya dormaniana f. alba (L.C.Menezes) Christenson
- Cattleya dormaniana var. alba L.C.Menezes
- Laelia dormaniana Rchb.f.
- × Laeliocattleya dormaniana (Rchb.f.) Rolfe[1][5][6]